# Marko Milošević (ur. 1952)
Marko Milošević, bośn. cyr. Марко Милошевић (ur. 17 czerwca 1952 w Romanovcim) – jugosłowiański, a później bośniacki trener piłkarski i piłkarz występujący na pozycji pomocnika.
Wychowanek HNK Rijeka. W swojej karierze występował w NK Opatija, HNK Šibenik, NK Orijencie, Rudarze Velenje, Jadranie Poreč oraz Rayo Vallecano.
Jako trener prowadził Slogę Trn (trzykrotnie), Omladinaca Banja Luka, Krilę Krajine, Szeged LK, Csongrád TSE, Fortunę Ujpest, FK Laktaši, Makói FC, Jedinstvo Žeravica i Moers Meerfeld. Pełnił również rolę trenera-asystenta w ViOnie Zlaté Moravce oraz Rudarze Prijedor.